# Christel Oomen
Christel Oomen (Groningen, 26 mei 1984) is een Nederlandse actrice.

## Biografie
Oomen groeide op in Groningen. Als kind speelde ze al rollen in diverse theaterproductie en tijdens haar middelbareschooltijd volgde ze de Vooropleiding Theater. In 2001 debuteerde Oomen op 16-jarige leeftijd met een hoofdrol in de speelfilm Drift.
Nadat Oomen in 2002 haar gymnasiumdiploma had behaald, koos ze niet voor een vervolgopleiding op acteergebied, maar voor een studie Internationale betrekkingen aan de Rijksuniversiteit Groningen. Toch speelde ze in 2003 een rol in de BNN tv-serie "Cut". Een jaar later kreeg Oomen een hoofdrol in de speelfilm Stille Nacht. Tijdens de opnamen van deze film merkte ze dat de filmwereld niet bij haar paste. Daarom stopte ze, nadat ze nog een paar gastrollen in tv-series had gespeeld, met acteren.
Oomen rondde haar studie af in 2009. Ze werkte daarna als adviseur op het gebied van mensenrechten, migratie en ontwikkelingssamenwerking voor onder andere het ministerie van buitenlandse zaken en de Amerikaanse overheid. 
In 2012 acteerde Oomen toch weer in een film. Terwijl ze voor haar werk in Uruguay woonde, werd ze gecast voor de een van de hoofdrollen in de Uruguayaanse speelfilm "Welkom".

## Filmografie
| Film      | Film                | Film            | Film                                   |
| Jaar      | Productie           | Rol             | Opmerkingen                            |
| --------- | ------------------- | --------------- | -------------------------------------- |
| 2001      | Drift               | Sammy           |                                        |
| 2004      | Stille Nacht        | Bonnie Javoer   |                                        |
| 2012      | Welkom              | Sarah           | Uruguayaanse film, uitgebracht in 2015 |
| Televisie |                     |                 |                                        |
| Jaar      | Productie           | Rol             | Opmerkingen                            |
| 2003      | Cut                 | Karin           | Vaste rol                              |
| 2003      | Russen              | Lize van Hulten | Afl. 'Waanzin in het geloof'           |
| 2003      | Meiden van de Wit   | Jessica         | Afl. Oliver Stoned                     |
| 2004      | Hartslag            | Iris            | Afl. 2.3                               |
| 2004      | Grijpstra & De Gier | Tess Verschuur  | Afl. Blinde ambitie                    |